# 兴安局
兴安局是满洲国专门负责处理蒙古族事务的行政机构。两度设立。

## 历史
1932年3月9日公布《兴安局官制》，直属国务院，掌管兴安省一般行政。总长齐默特色木丕勒（原哲里木盟盟长），次长菊竹实藏。下设
- 总务处 处长白滨晴澄
  - 调查科
  - 会计科
  - 总务科
- 政务处 处长寿明阿
  - 文教科
  - 警务科
  - 政务科
  - 地方科
- 劝业处 处长原骥四郎
  - 工商科
  - 农矿科
  - 畜产科

1932年8月3日，兴安局改称兴安总署。原兴安局总长改称总署长官。但职司未有实质改变。1934年底兴安总署改为蒙政部。
康德四年（1937年）5月，满洲国进行行政机构改革，撤销蒙政部，改设兴安局，直属于满洲国国务院总理大臣。兴安局负责有关蒙政基本方针问题和国务院各部涉及蒙政事务的联系、调整。1945年8月因满洲国灭亡而取消。

## 编制
兴安局设总裁1人，受满洲国国务总理监督指挥，管理全局事务。
局内分庶务和调查二科。庶务科负责管理重要人物照片、诏书誊本、人事、印信以及兴安各省地方官署与各旗人事联络、翻译等事务。调查科负责一般蒙政的联络调整、蒙古社会及宗教调查统计、发行刊物等。

## 历任总裁
- 扎噶尔（1937~1940年）[2]
- 巴特玛拉布坦（1940~1945年）[3][4]